# St. Peter und Paul (Schnaid)

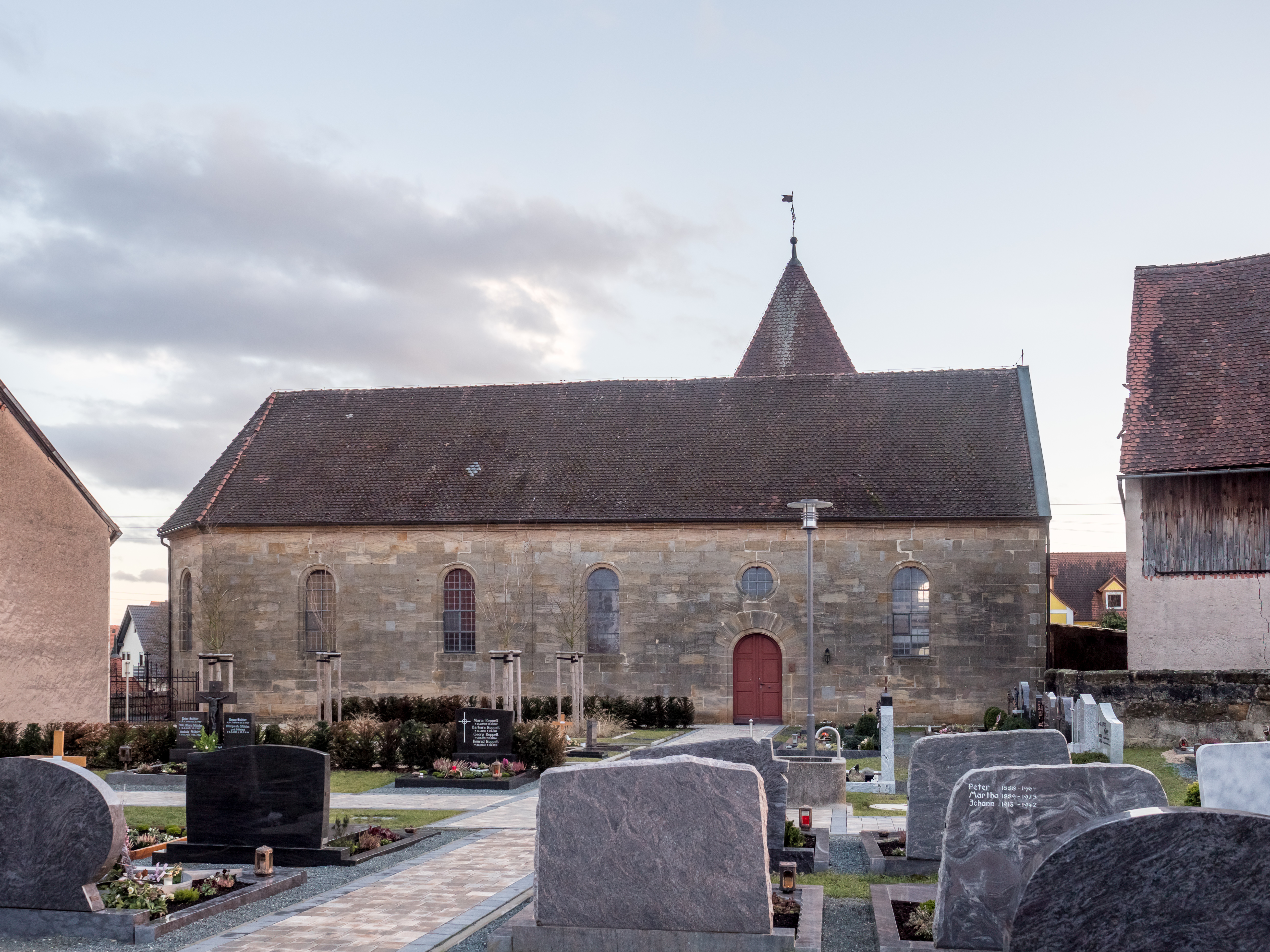
St. Peter und Paul (Schnaid)

Die römisch-katholische, denkmalgeschützte Pfarrkirche St. Peter und Paul befindet sich in Schnaid, einem Gemeindeteil von Hallerndorf im Landkreis Forchheim (Oberfranken, Bayern). Die Kirche ist unter der Denkmalnummer D-4-74-133-60 als Baudenkmal in der Bayerischen Denkmalliste eingetragen. Die Kirchengemeinde gehört zum Seelsorgebereich Jura-Aisch im Dekanat Forchheim des Erzbistums Bamberg.

## Beschreibung
Der Kirchturm im Süden des 1864 gebauten Langhauses der neuromanischen Saalkirche aus Quadermauerwerk stammt im Kern aus dem 15. Jahrhundert. Er wurde im 17. Jahrhundert mit einem Geschoss aus Holzfachwerk aufgestockt, das die Turmuhr beherbergt.
Die Kirchenausstattung, wie die Altäre und die Kanzel, sind barock, ausgenommen die Statuen der Heiligen Drei Könige im Hochaltar, die um 1600 entstanden ist, und ein Kruzifix. Die Kreuzwegstationen wurden erst im frühen 19. Jahrhundert aufgehängt.